# Šentjurje
Šentjurje este o localitate din comuna Ivančna Gorica, Slovenia, cu o populație de 71 de locuitori.